# 溫格拉鄉

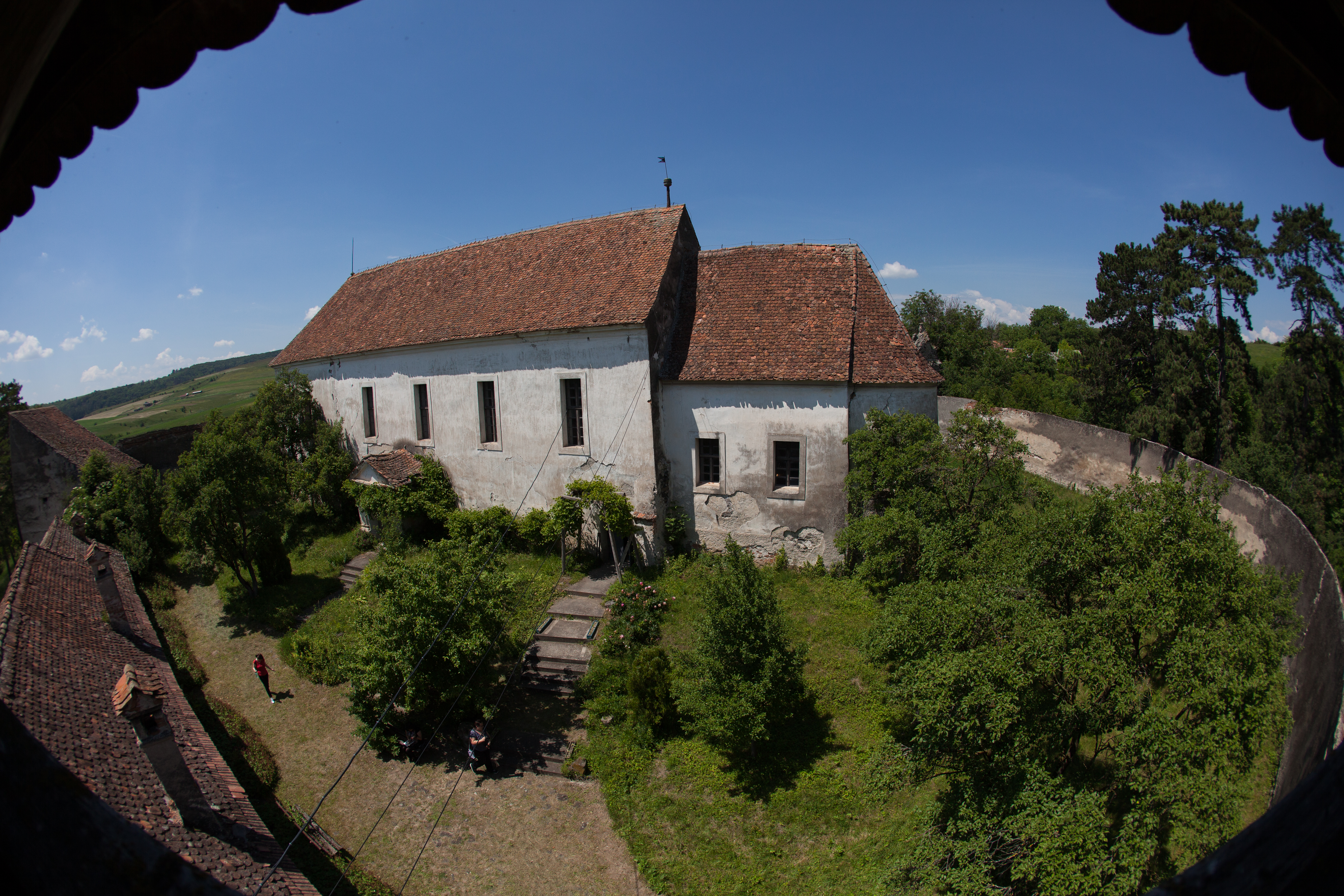

45°59′N 25°16′E / 45.983°N 25.267°E
溫格拉鄉（羅馬尼亞語：Comuna Ungra, Brașov），是羅馬尼亞的鄉份，位於該國中部，由布拉索夫縣負責管轄，面積67平方公里，海拔高度506米，2007年人口2,144，人口密度每平方公里32人。